# Лур'є Юлій Олександрович
Юлій Олександрович Лур'є (рос. Юлий Александрович Лурье; псевдо: Юлій Николін; * 21 листопада 1941, Челябінськ, Російська РФСР) — російський режисер документального кіно, сценарист, кінодраматург. Член Спілки кінематографістів РФ.
Закінчив юридичний факультет МДУ і сценарний факультет ВДІКу. Викладав майстерність кінодраматурга у ВДІКу.

## Громадянська позиція
У березні 2014 року разом з понад 200 іншими російськими кінематографістами підписав звернення до українських колег зі словами підтримки і запевненнями, що вони не вірять офіційній пропаганді Кремля, яку поширюють провладні ЗМІ та проти російської військової інтервенції в Україну.